# Sarah H. Wilkinson
Sarah Hope Wilkinson ist eine US-amerikanische Schauspielerin und Tänzerin.

## Leben
An der Washington School lernte Wilkinson fließend Spanisch. Sie lernte Schauspiel und Tanz unter anderem an der Champaign Dance Academy und der Specialty Drama School. Sie ist eine gelernte Heilpraktikerin und Kräuterkundlerin und studiert traditionelle afrikanische Spiritualität. 2019 spielte sie in einer Episode der Fernsehserie OffSet Web Series mit. 2020 spielte sie die Rolle der Air-Force-Soldatin Rapp im Actionfilm Top Gunner – Die Wächter des Himmels, einem Blockbuster zum für 2020 geplanten, aber erst 2022 erschienenen Film Top Gun: Maverick mit Tom Cruise in der Hauptrolle. Im selben Jahr übernahm sie Episodenrollen in den Miniserien Capitol Barbie und In the White Space.

## Filmografie (Auswahl)
- 2019: OffSet Web Series (Fernsehserie, Episode 3x03)
- 2020: Top Gunner – Die Wächter des Himmels (Top Gunner)
- 2020: Capitol Barbie (Miniserie, Episode 1x01)
- 2020: In the White Space (Miniserie, Episode 1x14)